# Kalifornische Ideologie

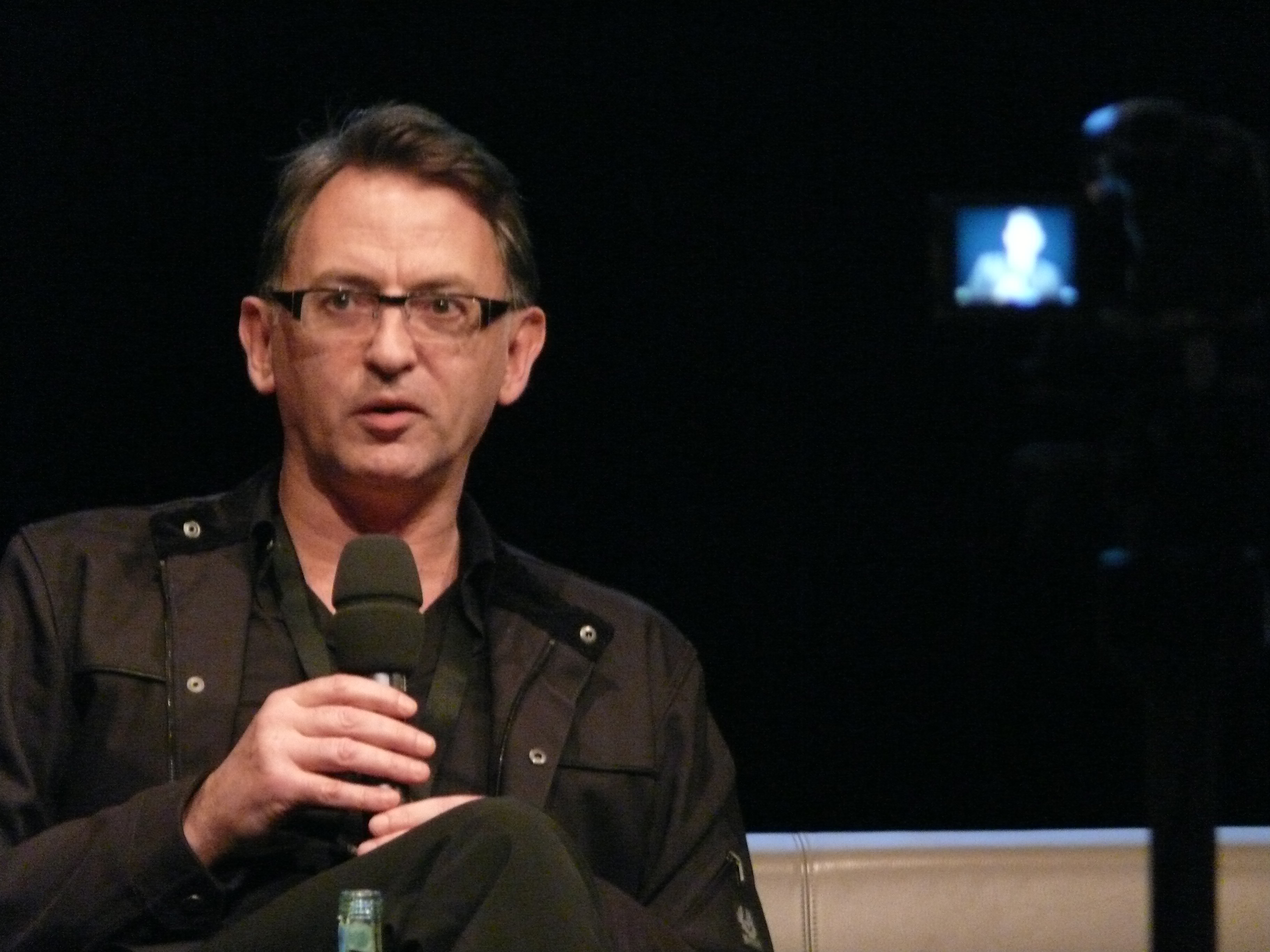
Andy Cameron 2010

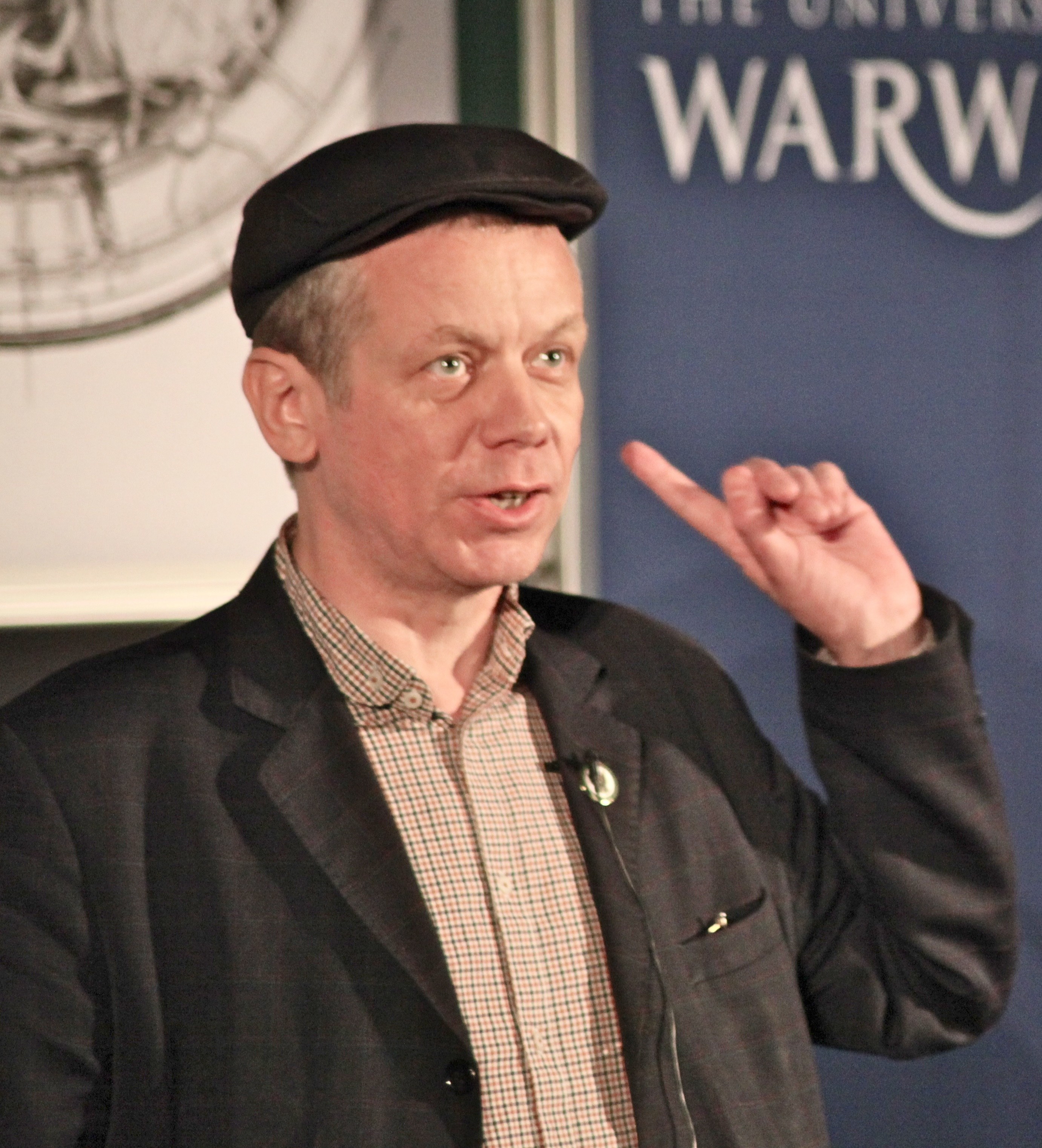
Richard Barbrook 2011

Der Ausdruck kalifornische Ideologie  bezeichnet kritisch den Glauben an die emanzipatorischen Möglichkeiten der Informationsgesellschaft und der neuen Technologien, wie er prototypisch im Kalifornien der 1990er Jahre entstanden ist. Er geht zurück auf die beiden britischen Sozialwissenschaftler Richard Barbrook und Andy Cameron von der University of Westminster. In ihrem erstmals im Jahre 1995 veröffentlichten Aufsatz The Californian Ideology  beschreiben sie, wie sich dieser „neue Glaube“ aus der  „Verschmelzung der kulturellen Boheme aus San Francisco“ mit den „High-Tech-Industrien des Silicon Valley“ entwickelte.
Von entscheidender Bedeutung war dabei die Entwicklung eines Teils der Hippie-Bewegung. Dieser glaubte, beeinflusst u. a. von den Theorien Marshall McLuhans, dass „der technologische Fortschritt ihre liberalen Prinzipien unweigerlich zu einer gesellschaftlichen Tatsache machen würde“. Die sich entwickelnde Computer- und Telekommunikationstechnologie schien eine „elektronische Agora“ entstehen zu lassen, auf der jeder seine Meinungen ohne Angst vor Zensur äußern könne. Durch die neuen Technologien würde so die Macht der großen Unternehmen und Regierungen gebrochen und die persönliche Freiheit der Individuen gestärkt.
Nach Evgeny Morozov ist die Kalifornische Ideologie ein Geist des Solutionismus, der glaubt zahlreiche Probleme der Menschheit in Form ertragreicher Geschäftsmodelle technologisch lösen zu können.
Barbrook und Cameron kritisieren, dass die entstandene High-Tech-Elite außerstande sei, klare politische Positionen zu beziehen. Sie glaubten, dass der „elektronische Marktplatz“ „Amerikas soziale und wirtschaftliche Probleme ohne Opfer auf ihrer Seite lösen könnte“.
Weitere Elemente dieser Anschauung:
- Die von Ray Kurzweil vertretene Idee der Technologischen Singularität, wenn die Zivilisation durch wirklich denkende Computer eine neue Stufe erreicht.[2]
- Die Politik hat die neuen Möglichkeiten des technischen Fortschrittes nicht verstanden und bremst.[2]
- Peter Thiel, ein Vertreter des Libertarismus, sieht "die Welt der Bits" als weitgehend frei von hemmenden Regeln, während "die Welt der Atome" reguliert sei.[2]
- Das Festival Burning Man als Symbol dieser Einstellungen, mit "...einem bohemehaften Idealismus, ... den sich die Tech-Elite gerne zu eigen macht...(und) die kulturelle Infrastruktur, die genutzt wird, um Geschäftsmodelle zu entwickeln.[2]